# Mat Osman
Mat Osman (nacido como Mathew David Osman el 9 de octubre de 1967 en Welwyn Garden City) es un músico y periodista inglés, es bajista del grupo musical Suede. Estudió en la London School of Economics, graduándose en economía en 1989. 
Osman era compañero de escuela del cantante de Suede, Brett Anderson, al que acompañó en algunos grupos del primer garage rock como The Pigs o Suave And Elegant. Suede llegó a ser uno de los grupos más populares de los años 90, y contribuyó a llevar el brit pop alternativo al gran público. Desde la separación de Suede, en 2003, Osman ha colaborado como músico en programas televisivos como 8 out of 10 Cats, de la cadena británica Channel 4. Tocó con el grupo Mista Brown. Actualmente y con el regreso de su antiguo grupo en 2010, Mat ha vuelto a tocar con Suede.
Osman es redactor de la revista digital le cool en su edición londinense y la guía de Londres publicada por ésta en verano de 2008. Ha colaborado además con otras revistas de viajes, como Room, de La Fábrica Editorial.